# Uogólnienie klasy pojęciowej
Uogólnienie klasy pojęciowej – formalizacja rodzaju uogólniania matematycznego wprowadzona przez Tockiego.

## Definicja
Klasa pojęciowa to układ {\displaystyle \langle K,U,\Phi ,t\rangle ,} gdzie {\displaystyle K} jest niepustym zbiorem, {\displaystyle \Phi } jest warunkiem wyróżniającym zbiór {\displaystyle K} z pewnego obszerniejszego zbioru {\displaystyle U,} a {\displaystyle t} jest terminem przyporządkowanym elementom zbioru {\displaystyle K}.
Uogólnieniem klasy pojęciowej {\displaystyle \langle K,U,\Phi ,t\rangle } nazywa się taką klasę pojęciową {\displaystyle \langle K',U',\Psi ,n\rangle ,} dla której {\displaystyle K\subset K',} {\displaystyle U\subset U'}.

## Przykład
Uogólnieniem klasy pojęciowej kwadratów w zbiorze równoległoboków jest klasa wszystkich rombów.
- {\displaystyle U=U'} – zbiór równoległoboków
- {\displaystyle \Phi } – warunek „równoległobok {\displaystyle x} ma równe i prostopadłe przekątne”
- {\displaystyle t} – termin „kwadrat”
- {\displaystyle \Psi } – warunek „równoległobok {\displaystyle x} ma prostopadłe przekątne”
- {\displaystyle n} – termin „romb”[2].